# 中村麻美
中村 麻美（なかむら まみ、1979年〈昭和54年〉1月14日 - ）は、日本の元女優、セラピスト。女優時代はホリプロに所属していた。

## 来歴
神奈川県横浜市出身、私立湘南女子高校（現・湘南学院高等学校）卒業。
1995年6月、映画『ファザーファッカー』で主演デビューし、以後、俳優として映画やドラマ、CM等に出演した。32歳頃にセラピストに転身し、東京都と奈良市を拠点に活動。
2022年5月17日、同年夏の第26回参議院議員通常選挙に、参政党公認で奈良県選挙区から立候補すると表明。7月10日の投開票の結果、落選。2023年11月17日、X（旧Twitter）に「本日、参政党を離党いたしました。これまでご支援、応援いただいた皆様には感謝の気持ちいっぱいです。本当にありがとうございました。」とポストし、参政党離党を表明した。

## 出演

### 映画
- ファザーファッカー（1995年6月、監督：荒戸源次郎）- 田中静子 役
- 富江（1999年3月、監督：及川中）- 泉沢月子 役
- 御法度（1999年12月、松竹）- 小川亭若女将 役
- I'll be you（2000年、米国公開）
- 東京ゴミ女（2000年10月、監督：廣木隆一）- みゆき 役
- 世にも奇妙な物語 映画の特別編 雪山（2000年11月）- 近藤麻里 役
- 白い船（2002年7月、監督：錦織良成）- 静香先生 役
- 火星のカノン（2002年9月、監督：風間志織）- 聖 役
- 超極道（2002年9月） - 洋子(南の妹) 役
- 理髪店主のかなしみ（2002年11月）
- 女はバス停で服を着換えた（2003年3月、監督：小沼勝）- 原田典子 役
- 星に願いを。 Nights of the Shooting Star（2003年4月）- 石川里美 役
- river（2003年、監督：鈴井貴之）- 須藤裕子 役
- き・れ・い?（2004年8月、監督：松村克弥）
- 稀人（2004年10月）
- 血と骨（2004年11月、監督：崔洋一）- 大谷早苗 役
- せかいのおわり（2004年、監督：風間志織）- はる子 役
- 樹の海（2004年6月、監督：瀧本智行）- 居酒屋の店員 役
- イヌゴエ 幸せの肉球（2006年12月、監督：横井健司）- 吉田涼子 役
- 檸檬のころ（2007年4月、監督：岩田ユキ）- 咲子先生 役
- マリッジリング（2007年12月）- 竹内絵里 役
- HEY JAPANESE! Do you believe PEACE,LOVE and UNDERSTANDING? 2008 2008年、イマドキジャパニーズよ。愛と平和と理解を信じるかい?（2008年3月、監督：村松亮太郎）- ユウコ 役
- うん、何?（2008年5月、監督：錦織良成）- 稲田時江 役
- きみの友だち（2008年7月、監督：廣木隆一）- 保健の先生 役
- 泣きたいときのクスリ（2009年1月、監督：福島三郎）- 郷田奈津代 役
- 愛のむきだし（2009年1月、監督：園子温）
- 昴-スバル-（2009年3月）- 看護師 役
- 掌の小説（2010年）第2話「有難う」- 菊子22歳 役
- ハッピーエンド（2010年6月）- 真紀 役
- フォーゴットン・ドリームス（2011年10月、監督：日向朝子）- 鈴木衿 役
- RIVER（2011年、監督：廣木隆一）- 沙紀 役
- 渾身 KON-SHIN（2013年、監督：錦織良成）- 坂本麻理 役

### テレビドラマ
- こんな私に誰がした（1996年10月-12月、フジテレビ）
- 運命の恋人（1997年12月22日-23日、テレビ朝日）
- 君の手がささやいている（1997年、脚本：岡田惠和 / 演出：新城毅彦、テレビ朝日）- 坂井奈保子 役
  - 君の手がささやいている 第2章（1998年）- 坂井奈保子 役
  - 君の手がささやいている 第3章（1999年）- 坂井奈保子 役
  - 君の手がささやいている 第4章（2000年）- 中田奈保子 役
  - 君の手がささやいている 第5章（2001年）- 中田奈保子 役
- ストレートニュース（2000年11月、日本テレビ）- 吉野麻子 役
- ストロベリー・オンザ・ショートケーキ（2001年1月-3月、TBS） - 皆川志穂 役
- 女と愛とミステリー『人間の証明2001』（2001年1月、テレビ東京）
- Fighting Girl（2001年7月、フジテレビ）
- ハート（2001年9月、NHK総合テレビ）
- ハンドク!!!（2001年11月、TBS）
- ETV2002（2002年9月、NHK教育テレビ）- ナレーション
- 68FILMS『ロス:タイム:ライフ』（2003年、BS-i）- りさ 役 ※侍ショートフィルム
- 電話の恋人 (2004年、NETCINEMA.TV)
- 栞と紙魚子の怪奇事件簿 File8「フランダースみたいな豚」（2008年2月23日、脚本：江本純子 / 演出：高橋巌、日本テレビ）- 菱田きとら 役
- トリハダ3〜夜ふかしのあなたにゾクッとする話を 第三話「偽装された殺意の行方」（2008年4月、フジテレビ）
- ツレがうつになりまして。（2009年6月、NHK総合テレビ） - 氏家舞子 役
- 逃亡弁護士 episode4（2010年7月、関西テレビ） - 山崎早苗 役
- ホラー アクシデンタル 第13話「大いなる遺産」（2013年3月、フジテレビ）

### バラエティ
- THE夜もヒッパレ（1999年1月、日本テレビ）

### 舞台
- スカパン（2003年1月）
- チャイムが鳴り終わる時（2011年8月）

### CM
- サントリー 「南アルプスの天然水」（1995年-1998年）
- ソニー・ミュージックエンタテインメント HIM『NO MORE KISS, NO MORE CRY』（1995年）
- NTT 「でんえもん」（1996年）
- スタジオジブリ 「魔女の宅急便」ビデオ（1997年）
- ヤマト運輸 「宅急便」（1998年-2000年）
- 花王 「クリアクリーン」（2000年）
- ロート製薬 「メンソレータムAD」
- セイコーエプソン 企業広告

## 選挙歴
| 当落 | 選挙                     | 執行日         | 年齢 | 選挙区       | 政党   | 得票数    | 得票率 | 定数 | 得票順位 /候補者数 | 政党内比例順位 /政党当選者数 |
| ---- | ------------------------ | -------------- | ---- | ------------ | ------ | --------- | ------ | ---- | ------------------ | ---------------------------- |
| 落   | 第26回参議院議員通常選挙 | 2022年07月10日 | 43   | 奈良県選挙区 | 参政党 | 2万8919票 | 4.70%  | 1    | 5/6                | /                            |